# Armando Martínez
Armando Martínez est un boxeur cubain né le 29 août 1961 à Majagua.

## Carrière
Il devient champion olympique dans la catégorie super welters aux Jeux de Moscou en 1980 après sa victoire en finale contre le Soviétique Aleksandr Koshkyn puis remporte la médaille d'argent aux championnats du monde de Munich en 1982.

## Parcours auxJeux olympiques
Jeux olympiques d'été de 1980 à Moscou (poids super welters) :
- Bat Zygmunt Gosiewski (Pologne) 5-0
- Bat George Kabuto (Ouganda) par arrêt de l'arbitre au 1er round
- Bat Francisco de Jesus (Brésil) 5-0
- Bat Jan Franek (Tchécoslovaquie) par arrêt de l'arbitre au 2e round
- Bat Aleksandr Koshkyn (URSS) 4-1